# Кадахта
Кадахта — село в центральной части Карымского района Забайкальского края России. Административный центр сельского поселения «Кадахтинское».

## География
Расположено на левом берегу реки Ингода, в месте впадения в неё реки Кадахта. До районного центра, Карымского, 7 км. До Читы 95 км.

## История
Основано в середине XVIII века заводскими крестьянами Нерчинского горного округа, как выселки села Аршинское, затем села Пальшинское.
3 октября 1912 года основано самостоятельное поселковое управление Кадахтинское.
Законом Забайкальского края от 25 декабря 2013 года № 922-ЗЗК «О преобразовании и создании некоторых населенных пунктов Забайкальского края» на территории сельского поселения «Кадахтинское» выделены два селения:

Преобразовать следующие населенные пункты:
5) на территории Карымского района село Кадахта путём выделения, не влекущего изменения границ сельского поселения «Кадахтинское», сельских населенных пунктов с отнесением их к категории сел с предполагаемыми наименованиями — Северная Кадахта и Золотуево

Законом Забайкальского края от 06.04.2021 № 1925-ЗЗК «О преобразовании некоторых населенных пунктов Забайкальского края» в состав села вошёл населённый пункт Золотуево:

Преобразовать следующие населенные пункты:
1) на территории сельского поселения «Кадахтинское», входящего в состав муниципального района «Карымский район» Забайкальского края, село Кадахта путем присоединения к нему села с предполагаемым наименованием Золотуево, не влекущего изменения границ сельского поселения «Кадахтинское»

## Население
| 1989  | 2002 | 2010  | 2012  | 2013  | 2014  | 2015  |
| ----- | ---- | ----- | ----- | ----- | ----- | ----- |
| 795   | ↗853 | ↗1020 | ↗1036 | ↗1057 | ↗1071 | ↗1075 |
| 2021  |      |       |       |       |       |       |
| ↘1041 |      |       |       |       |       |       |

Население занято обслуживанием железной дороги и работой в личных подсобных хозяйствах.

## Инфраструктура
В селе есть основная МОУ ООШ с.Кадахта,Дом культуры, библиотека, ФАП.

## Памятники
Памятник воинам землякам, погибшим в Великой Отечественной войне.